# Kolesiec
Kolesiec – wieś w rejonie teofipolskim, w obwodzie chmielnickim.